# Jaroslav Zeman
Jaroslav Zeman (ur. 10 lutego 1962 w Pradze) – czeski zapaśnik reprezentujący Czechy oraz Czechosłowację, walczący w stylu klasycznym. Trzykrotny olimpijczyk. Zajął siódme miejsce w Barcelonie 1992 i dwunaste w Atlancie 1996, a w Seulu 1988 odpadł w eliminacjach.
Cztery razy brał udział w turnieju mistrzostw świata. Zdobył srebrny medal w 1991. Trzykrotnie sięgał po medal na mistrzostwach Europy. Tytuł wicemistrza starego kontynentu wywalczył w 1988 roku.
- Turniej w Seulu 1988

W pierwszej rundzie przegrał z Węgrem Jánosem Takácsem i Däuletem Turłychanowem z ZSRR i odpadł z turnieju.
- Turniej w Barcelonie 1992

Pokonał Ahada Saleha z Iranu i Endera Memeta z Rumunii. Przegrał z Józefem Traczem i Szwedem Torbjörnem Kornbakkiem.
- Turniej w Atlancie 1996

Wygrał z Marokańczykiem Azizem al-Chalafim a uległ Węgrowi Tamásowi Berziczowi i Bułgarowi Stojanowi Stojanowowi